# 布达佩斯第十五区

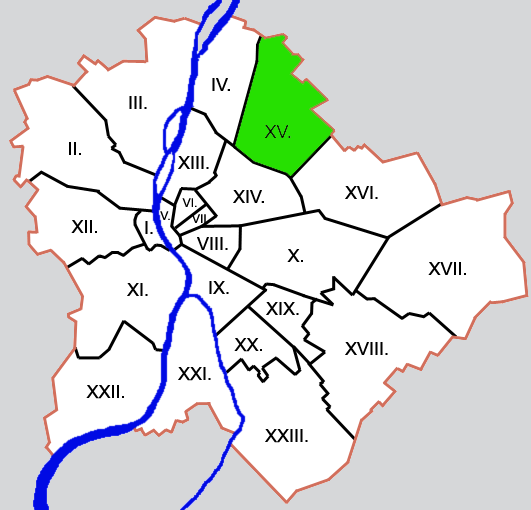
所在位置

区徽

布达佩斯第十五区，是匈牙利首都布达佩斯的一个区，总面积26.94平方公里，总人口80 218，人口密度2 978人/平方公里（2009年1月1日）。